# Інженерна геологія
Інжене́рна геоло́гія — галузь геології, що вивчає геологічні умови і динаміку верхніх горизонтів земної кори стосовно інженерного будівництва та господарської діяльності людини.

## Загальний опис
Це галузь геології або самостійний науково-технічний напрям, що вивчає ґрунти, геологічні умови і динаміку верхніх горизонтів земної кори в зв'язку з інженерною діяльністю людини. Головним чином, будівництвом, створенням гідротехнічних споруд, їх експлуатацією, а також прогнозуванням можливих ситуацій і наслідків. Інженерна геологія тісно пов'язана з гідрогеологією, так як підземні води часто обумовлюють стійкість надр, прояв процесів, названих зсувами, карстом, осіданням і ін.
Інженерна геологія включає:
- ґрунтознавство,
- інженерну геодинаміку,
- регіональну інженерну геологію.

Кожний із цих напрямів є системою інженерно-геологічних наукових знань і понять про якості та динаміку певного елементу геологічного середовища, що є об'єктом вивчення. Співвідношення цих складових і визначає сучасну структуру інженерної геології як науки. Ґрунтознавство — науковий напрям інженерної геології, що вивчає склад, будову і якості ґрунтів, закономірності їхнього формування в процесі інженерної діяльності людини.
Ґрунтознавство вивчає склад, будову і властивості ґрунтів, закономірності їх формування і просторово-часові зміни в процесі інженерно-господарської діяльності людини. Інженерна геодинаміка вивчає механізм, геологічні причини і закономірності розвитку в геологічному середовищі природних і інженерно-геологічних процесів у зв'язку з інженерно-господарською діяльністю. Регіональна інженерна геологія досліджує будову і властивості геологічного середовища різних структурних зон земної кори, закономірності формування їх інженерно-геологічних умов і просторово-часових змін у зв'язку з інженерною діяльністю.
На підставі різноманітних спеціальних досліджень інженерна геологія визначає найбільш сприятливі місця для планованого будівництва, заходів по зміцненню стійкості споруд, кількісні розрахунки для можливих навантажень Вона ж виправляє ті наслідки, що сталися в разі якихось прорахунків або недообліку при будівництві. Включаючи розвиток зсувів, підтоплення, більш високої сейсмічності, що спочатку була прогнозована. В рамках інженерної геології вирішується велике коло питань охорони геологічного середовища як частини екологічних систем; вона ж відіграє провідну роль в системі і розрахунках літомоніторингу.
Інженерна геологія пов'язана з іншими науками як геологічного, так і негеологічного циклів. Найтісніший зв'язок у неї спостерігається з мінералогією, літологією та петрографією, динамічною геологією, геофізикою, геохімією і особливо — гідрогеологією та мерзлотознавством.
Вона також широко використовує теоретичні досягнення і методи фізики, механіки, математики, хімії.
Зв'язок інженерної геології з будівельними і гірничими науками здійснюється як безпосередньо, так і через механіку ґрунтів, бо вона розглядає ті загальні закономірності, які витікають із застосування до ґрунтів законів теоретичної і будівельної механіки.

## Історія
Хоча вивчення геології існує протягом століть, принаймні в її сучасній формі, наука і практика інженерної геології почалися як визнана дисципліна лише до кінця 19-го і початку 20-го століть. Перша книга під назвою «Інженерна геологія» була опублікована в 1880 році Вільямом Пеннінгом. На початку 20 століття Чарльз Пітер Беркі, американський геолог, який вважався першим американським інженерним геологом, працював над кількома проектами водопостачання Нью-Йорка, потім працював над дамбою Гувера та багатьма іншими інженерними проектами. Перший американський підручник з інженерної геології був написаний в 1914 році Райсом і Уотсоном. У 1921 році канадський геолог Реджинальд В. Брок (1874—1935), перший декан прикладних наук в Університеті Британської Колумбії, започаткував перші програми бакалаврату та магістра з геологічної інженерії, зазначивши, що студенти з інженерною основою зробили першокласних практикуючих геологів. У 1925 році Карл Терцагі, австрійський інженер і геолог, опублікував перший текст у механіці ґрунту (німецькою мовою). Терцагі відомий як батько механіки ґрунту, але також мав великий інтерес до геології; Терзагі вважав механіку ґрунтів субдисципліною інженерної геології. У 1929 році Терцагі разом з Редліхом і Кампе опублікували власний текст «Інженерна геологія» (також німецькою мовою). Інженерна геологія — це різні типи гірських порід.
Потреба в геологах для інженерних робіт привернула увагу всього світу в 1928 році після провалу дамби Сент-Френсіс у Каліфорнії та загибелі 426 людей. Більше інженерних невдач, які сталися в наступні роки, також спонукали до роботи інженерів-геологів над великими інженерними проектами.
У 1951 році Виконавчий комітет Відділу інженерної геології Геологічного товариства Америки дав одне з найперших визначень «інженерного геолога» або «професійного інженерного геолога».
Серед українських вчених великий внесок у розвиток інженерно-геологічної науки зробили К. І. Маков, А. Є. Бабинець, Є. С. Бруксер, О. О. Фаловський, М. Г. Демчишин, Г. Г. Стрижельчик та ін.
В історії розвитку інженерної геології в Україні виділяються три етапи:
– І — (1923—1945 рр.) — виникнення інженерної геології як самостійної наукової галузі (яка сформувалася з ґрунтознавства й інженерної геодинаміки);
– ІІ — (1946—1978 рр.) — закладення основ наукового напрямку в інженерній геології — регіональної інженерної геології;
– ІІІ — (з 1976 р.) — сучасний період розвитку інженерної геології, на якому розробляються і вирішуються комплексні проблеми інженерно-будівельної діяльності з використанням природних матеріалів літосфери (геотехніка), що зводило б до мінімуму негативні наслідки інженерної діяльності людини в геологічному середовищі. Це ставить перед інженерною геологією нову проблему — розробку питань раціонального використання й охорони тієї частини геологічного середовища, у якій здійснюється інженерно-господарча діяльність людини.
Типовим був розвиток інженерної геології й у інших країнах світу. Наприклад, у Великій Британії та США наприкінці ХІХ — на початку ХХ ст. до пошукових робіт під час будівництва каналів, залізниць та інших інженерних об'єктів було залучено найвідоміших геологів (В. Сміт, Ч. Берклі, К. Терцагі та ін.). У 1925 р. вийшла монографія К. Терцагі «Будівельна механіка ґрунтів», а у 1929 р. «Інженерна геологія» (А. Редміх, Р. Кампе, К. Терцагі).

## Геологічні небезпеки та несприятливі геологічні умови
Типові геологічні небезпеки або інші несприятливі умови, які оцінює та пом’якшує інженер-геолог, включають:
- розрив розломів на сейсмічно активних розломах;
- сейсмічна небезпека та землетрус (струсування ґрунту, розрідження, хитання, бокове поширення, цунамі та сейші);
- небезпека зсувів, селів, каменепадів, селів і лавин;
- нестійкі схили та стійкість схилів;
- ерозія;
- підняття геологічних утворень, наприклад морозне здимання;
- осідання ґрунту (наприклад, внаслідок відходу ґрунтових вод, обвалу лійки, обвалу печери, розкладання органічних ґрунтів і тектонічного руху, підробки поверхні гірничими виробками);
- вулканічні небезпеки (виверження вулканів, гарячі джерела, пірокластичні потоки, уламкові потоки, уламкові лавини, викиди вулканічного газу, вулканічні землетруси);
- гірська порода, що не піддається розриву або незначно розривається, що потребує сильного розривання або вибухових робіт;
- слабкі та просадні ґрунти, руйнування опор фундаменту;
- неглибокі ґрунтові води/просочування і інші типи геологічних обмежень.

Інженер-геолог або геофізик можуть бути викликані для оцінки здатності до викопування (тобто здатності до розривання) земляних (скельних) матеріалів, щоб оцінити необхідність попереднього підриву під час будівництва земляних робіт, а також відповідні впливи через вібрацію під час вибухових робіт.

## Основні завдання інженерної геології
Однією з найважливіших ролей інженера-геолога є інтерпретація форм рельєфу та земних процесів для виявлення потенційних геологічних та пов’язаних з ними антропогенних небезпек, які можуть мати великий вплив на цивільні споруди та розвиток людини. Досвід геології дає інженерному геологу розуміння того, як працює Земля, що має вирішальне значення для мінімізації небезпек, пов’язаних із Землею. Більшість інженерів-геологів також мають вищу освіту, де вони отримали спеціалізовану освіту та підготовку з механіки ґрунту, механіки гірських порід, геотехніки, підземних вод, гідрології та цивільного проектування. Ці два аспекти освіти інженерних геологів надають їм унікальну здатність розуміти та пом’якшувати небезпеки, пов’язані із взаємодією землі та структури.
Основні завдання інженерної геології:
- дослідження сучасної морфології і закономірностей формування а проектахінженерно-геологічних умов,
- прогнозування їх змін у процесі інженерно-господарської діяльності,
- інженерно-геологічне обґрунтування захисних заходів, що забезпечують раціональне освоєння територій, надр і охорону довкілля.

Для вирішення завдань інженерної геології використовують натурні спостереження, польові і лабораторні експерименти, моделювання, аналітичні розрахунки, режимні стаціонарні спостереження тощо.

### Інженерно-геологічні дослідження
Інженерно-геологічні дослідження проводяться для обґрунтування проектування різних видів будівництва, експлуатації родовищ корисних копалин, а також для здійснення інших інженерних заходів. Зокрема, інженерно-геологічні вишукування та дослідження можуть проводитися:
- для житлової, комерційної та промислової забудови;
- для державних і військових установ;
- для громадських робіт, таких як система зливової каналізації, електростанція, вітрова турбіна, лінія електропередачі, станція очищення стічних вод, станція очищення води, трубопровід (акведук, каналізація, водосток), тунель, безтраншейна конструкція, канал, гребля, резервуар, фундамент будівлі, залізниця, транзит, шосе, міст, сейсмічна модернізація, аеропорт і парк;
- для розробки шахт і кар'єрів, дамби хвостосховища, рекультивації шахт і проходки шахтних тунелів;
- для програм відновлення водно-болотних угідь і середовища існування;
- для державних, комерційних або промислових місць утилізації небезпечних відходів;
- для берегової інженерії, поповнення піску, стабільності обривів або морських скель, розвитку гавані, пірсу та набережної;
- для морського стоку, бурової платформи та підводного трубопроводу, підводного кабелю; і

для інших видів об'єктів.
Головними задачами інженерно-геологічних та геодинамічних досліджень є:
• вивчення геоструктурних, геоморфологічних та гідрогеологічних умов і сучасних геологічних процесів;
• визначення властивостей гірських порід для забезпечення ефективного проектування і нормальної експлуатації інженерних споруд.
Під час інженерно-геологічних досліджень вивчаються розповсюдження, склад, умови залягання, походження, вік, товщина, інженерно-геологічні властивості гірських порід та підземних вод, а також сучасні геологічні та інженерно-геологічні процеси. Явища і процеси, які стали результатом взаємодії геологічного середовища з інженерною спорудою, носять назву інженерно-геологічних.
Під час інженерно-геологічних досліджень потрібно одержати геологічні дані для оцінки місця будівництва споруди, для вибору й розрахунків її конструкції та встановлення режиму експлуатації. Для проектування захисних заходів необхідно виявити сучасні геологічні процеси, що загрожують будівлям, спорудам і комунікаціям. Результати інженерно-геологічних досліджень повинні забезпечувати можливість кількісного прогнозування їхньої взаємодії з середовищем, а саме: можливі величини просідань будівель і споруд; фільтраційні втрати води із каналів та водосховищ; розмір руйнування (переробки) берегів рік, водосховищ і морів та ін. Слід також враховувати ефективність захисту тієї території, де будуть розташовані об'єкти будівництва від руйнівної дії сучасних геодинамічних процесів.
Характерною особливістю вивчення гірських порід з інженерно-геологічною метою є оцінка їх здатності протидіяти механічному, фізичному та іншим видам впливу. При цьому визначення водопроникності порід, їх здатності зберігати і, відповідно, змінювати свої властивості, коли вони стають об'єктом інженерної діяльності людини, є однією з основних задач.
Процес проектування поділяється на низку послідовних стадій, специфічних під час різних видів будівництва залежно від складності спорудження і можливості використання під час проектування типових конструкцій: вибір місця для будівництва; розробка принципових вимог і методів робіт як під час зведення споруд, так і під час їх експлуатації; визначення заходів щодо покращення інженерно-геологічного використання місцевості.
Для вирішення цих питань проводяться підготовчі, польові та камеральні інженерно-геологічні роботи.
Підготовчі роботи включають вивчення району за архівними, фондовими та літературними джерелами, а також організацію робіт і підготовку до виїзду в поле.
До польових робіт входять: інженерно-геологічна зйомка, бурові й гірничорозвідувальні роботи в поєднанні з геофізичними, ландшафтно-геологічними, радіаційними та іншими методами досліджень, а також дослідні польові, лабораторні та камеральні роботи. Лабораторні роботи передбачають вивчення складу, стану і властивостей гірських порід, визначення агресивності та корозійних властивостей підземних вод відносно до металевих і бетонних конструкцій.